# MS Rigel
 MS Rigel là một tàu của Na Uy được đóng tại Copenhagen, Đan Mạch, vào năm 1924. Con tàu được sử dụng như một phương tiện vận chuyển tù binh của Đức trong Thế chiến thứ hai, và đã bị Không quân Anh oanh tạc đánh chìm ngoài khơi Na Uy vào ngày 27 tháng 11 năm 1944 với hơn 2.500 người chết, hầu hết là tù binh.

## Lịch sử tàu
Rigel (3828 tấn) ban đầu là một tàu gắn động cơ thuộc sở hữu của Công ty Tàu hơi nước Bergen. Con tàu được đặt tên theo ngôi sao sáng nhất trong chòm sao Orion. Chiếc tàu đã được trưng dụng bởi Chính quyền chiếm đóng của Đức ở Na Uy vào năm 1940 để vận chuyển Đồng minh.
Theo các nguồn tin Na Uy Rigel, dưới sự chỉ huy của Thuyền trưởng Heinrich Rhode cùng với một thủy thủ đoàn người Đức, đã lên đường dưới cờ Đức từ Bjerkvik vào ngày 21 tháng 11 năm 1944 mang theo 951 tù binh và 114 lính cai ngục. Tại Narvik, thêm 349 tù binh được đưa lên cộng với 95 lính đào ngũ Đức và 8 tù nhân Na Uy bị cảnh sát Đức bắt giữ. Sau đó, con tàu tiếp tục theo đoàn với một số tàu nhỏ hơn đến Tømmerneset, nơi có thêm 948 tù binh được đưa lên nhồi nhét vào các hầm hàng. Rigel được gọi tiếp theo tại cảng Bodø.
Khi con tàu rời Bodø vào ngày 26 tháng 11, Thuyền trưởng Rhode báo cáo có 2838 người trên tàu. Có 2.248 tù binh Liên Xô, Ba Lan và Serbia với 95 lính đào ngũ Đức và 8 tù nhân Na Uy. Ngoài ra còn có 455 lính Đức và thủy thủ đoàn 29 chiếc bình thường cộng với 3 hoa tiêu ven biển. Một trong số các phi công và một thành viên phi hành đoàn là người Na Uy.